# Cyta latirostris
Cyta latirostris är en plattmaskart som först beskrevs av Hermann 1804.  Cyta latirostris ingår i släktet Cyta och familjen Bdellouridae. Inga underarter finns listade i Catalogue of Life.